# محمد حبيل
محمد أحمد محمد حبيل (23 يونيو 1981) لاعب كرة قدم بحريني يلعب حاليا لصالح نادي الدرجة الأولى المنامة البحريني في مركز الوسط الأيمن من 2014.

## الإنجازات

### الأهلي
- كأس ملك البحرين (2): 2001، 2003

### الغرافة
- دوري نجوم قطر (1): 2005

### العربي
- كأس الأمير (1): 2008

### فنجاء
- دوري المحترفين العماني (1): 2012
- كأس السوبر (1): 2012

## روابط خارجية
- محمد حبيل على موقع قاعدة بيانات كرة القدم.إي يو (الإنجليزية)
- محمد حبيل على موقع ناشيونال فوتبول تيمز (الإنجليزية)
- محمد حبيل على موقع Soccerway.com (الإنجليزية)